# Hans Demmelmeier
Hans Demmelmeier (* 1. Mai 1887 in Angkofen; † 5. September 1973 in Pfaffenhofen an der Ilm) war ein deutscher Politiker (CSU).

## Leben und Beruf
Demmelmeier besuchte zunächst eine Volksschule. Nach einer Berufsausbildung wechselte er auf ein Humanistisches Gymnasium, an dem er in München 1914 sein Abitur ablegte. Anschließend war er im Ersten Weltkrieg Soldat. Nachdem er 1920 aus der Kriegsgefangenschaft entlassen worden war, studierte er Rechtswissenschaften und bestand 1926 das zweite Staatsexamen. Danach ließ er sich als Rechtsanwalt in Pfaffenhofen an der Ilm nieder. Von 1940 bis 1944 diente er im Zweiten Weltkrieg als Soldat. Er war im Range eines Hauptmanns in der Kraftfahrerersatzabteilung München eingesetzt. Nach der Rückkehr aus dem Krieg arbeitete er erneut als Rechtsanwalt.
Demmelmeier war seit 1909 Mitglied der katholischen Studentenverbindung K.D.St.V. Rheno-Franconia München im CV.
Er ist Namensgeber der Hans-Demmelmeier-Straße in Pfaffenhofen an der Ilm.
Im September 1973 verstarb er im Alter von 86 Jahren in Pfaffenhofen an der Ilm.

## Partei
Vor 1933 war Demmelmeier Mitglied der Bayerischen Volkspartei (BVP). 1946 trat er der Christlich-Sozialen Union (CSU) in Bayern bei.

## Abgeordneter
Ab 1945 war Demmelmeier Stadtrat in Pfaffenhofen an der Ilm und Mitglied des Kreistages im Landkreis Pfaffenhofen an der Ilm. Von 1950 bis 1953 war er Landtagsabgeordneter (MdL) in Bayern.
Demmelmeier war vom 6. Oktober 1953 bis 15. Oktober 1961 (zwei Wahlperioden) Mitglied des Deutschen Bundestages (MdB) im Deutschen Bundestag. Er vertrat den Bundestagswahlkreis Ingolstadt im Parlament.

## Öffentliche Ämter
In der zweiten Jahreshälfte 1945 war Demmelmeier Bürgermeister von Pfaffenhofen an der Ilm. Er war von der amerikanischen Besatzungsmacht in dieses Amt eingesetzt worden.
In den 1950er Jahren war er Vorstand des Zweckverbandes der Landwirtschaftsschule Pfaffenhofen.